# Tömegpusztító fegyver

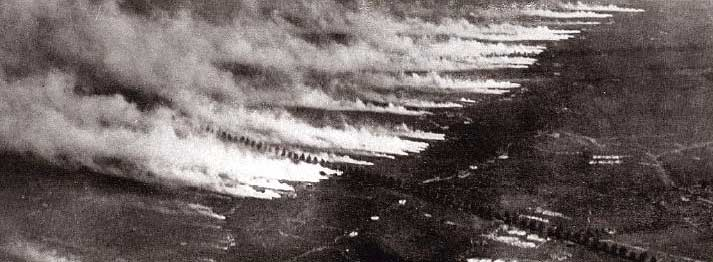
Gáztámadás az I. világháborúban

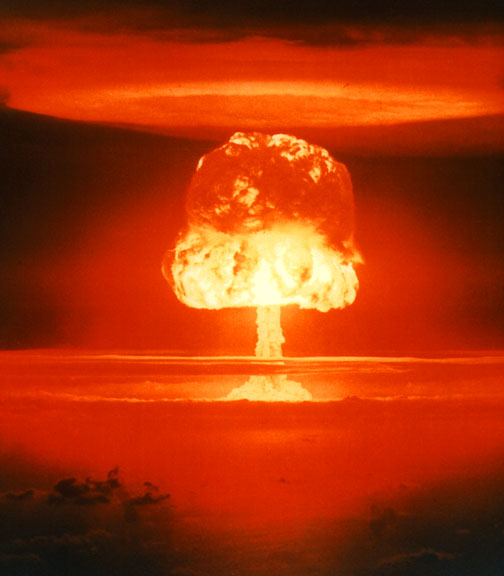
Atombomba robbanása

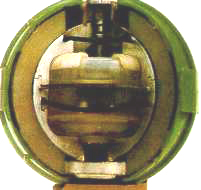
E120-as biológiai bomba

A tömegpusztító fegyver olyan fegyver, amely nagyon sok ember egyidejű megölését teszi lehetővé, ezen túl esetleg nagyon nagy kárt okozhat a gazdasági és az épített infrastruktúrában, valamint a bioszférában is. A kifejezés 1937-ben született Guernica bombázása kapcsán, de jelentése azóta megváltozott. Mai értelemben véve a nukleáris, vegyi, biológiai és radiológiai fegyverek olyan típusait értik alatta, melyek képesek nagy léptékű pusztítást okozni, így az első világháború gáztámadásai is ide sorolhatók.
Tömegpusztító fegyver a nukleáris fegyverek valamennyi típusa, tehát az atombomba, a hidrogénbomba és a neutronbomba. 
Tömegpusztító jellegűek pl. azok a lépfene, pestis, hastífusz és kolera fegyverek, amelyek segítségével a japán 731-es alakulat megölt mintegy 580 ezer embert a második kínai–japán háború (1937–1945) és a második világháború (1939-1945) során Mandzsúriában. A biológiai fegyverek más típusait viszont magányos vagy kis létszámú áldozat ellen fejlesztették ki. Ilyenek pl. a dél-afrikai apartheid rezsim által megrendelt, anthrax spórát tartalmazó cigaretták, melyeket egyedi gyilkosságok céljára fejlesztettek. 
Tömegpusztító vegyi fegyverek pl. a foszgén, a mustárgáz, a Zyklon–B, a tabun és a VX ideggáz. Ezzel szemben pl. a könnygáz és a pszichokémiai fegyverként használatos kábítószerek nem tömegpusztító jellegű vegyi fegyverek. 
Gyakran a tömegpusztító fegyverek közé sorolják a radiológiai fegyvereket is. Az úgynevezett piszkos bomba lényege, hogy egy hagyományos (kémiai) bomba sugárzó izotópot szór szét a célterületen. Egy ilyen bomba sugárszennyezése egy nagyváros egész területét tehetné lakhatatlanná.
A tömegpusztító fegyverek fogalma tehát részben átfedi, de nem azonos a ABC-fegyverek fogalmával.